# G-SAVIOUR
『G-SAVIOUR』（ジーセイバー）は、日本とアメリカで共同製作されたテレビドラマ作品で、「ガンダムシリーズ」の一作品。

## 概要
アニメーションで制作されるのが主であるガンダムシリーズ初の、コンピュータグラフィックスと実写を組み合わせた映像作品である。
JAL羽田 - ホノルル線での特別版上映やイベントでのショート版公開、1999年6月18日の沖縄アメリカンショートフィルム映画祭オープニングプレミアでの本編上映を経て、『機動戦士ガンダム』放映20年を記念して2000年12月29日に『ガンダム誕生20周年スペシャルG-SAVIOUR』と題して名古屋テレビをキー局にANN系で放映された。なお、それに先駆けて同年12月24日には、メイキング番組『ガンダム誕生20周年スペシャルドキュメントGセイバー』がANN系で午後2時から1時間弱の放送時間にて名古屋テレビをはじめ、東日本放送、熊本朝日放送、広島ホームテレビ、瀬戸内海放送で放映された。
プロモーショントレーラー版までに2億、テレビ放映版までに8億、合わせて10億という制作費用がかかっているが、これはアメリカのテレビドラマのスペシャル番組としては標準的な金額であり、映画としては安い部類に入る。SFX製作はデジタル・ミューズ社が担当した。
年代設定は宇宙世紀223年と、ガンダムシリーズの宇宙世紀作品の中では最も遠い未来を描いた作品である。なお、小説上巻カバーの説明文では宇宙暦223年となっているが、小説文中では年号がU.C.（宇宙世紀）で統一されている。PS2用ゲーム『G-SAVIOUR』のオープニングムービーのみ「Space Century- year 224」表記となっているが、ゲーム本編中のナレーションでは年号はユニバーサル・センチュリー（字幕では宇宙世紀223年表記）と語られている。
なお、日本語吹き替え版（テレビ放送・DVD版）では全編にわたって独自の脚色が加えられており、特別版とテレビ放送・DVD版では声優のキャスティングも異なっている。
近年では、シリーズ一覧などに記載されていない場合が多いが、映像作品においては2013年放映の『ガンダムビルドファイターズ』に本作の機体であるGセイバーが登場している。

## 物語の背景設定

### 地球連邦政府の崩壊
度重なる戦乱で地球連邦政府は弱体化、宇宙植民地である各サイドの自立化を促していった。だがそれは、連邦内部では反サイド主義ともいえる地球至上主義を醸成させてしまう。
時に宇宙世紀217年、連邦政府がついに組織防衛本能を発動させ、政府の命令により軍が各サイドの制圧を開始した。この強硬な姿勢がサイド自治政府の反発と抵抗を招くことになり、市民の支持を受けたサイド駐留軍と連邦侵攻部隊による争いが各地で頻発し、高烈度紛争へと発展していった。最終的に地球寄りのサイドが仲介役として紛争を調停した。これが連邦瓦解を決定づけた。

### 連邦崩壊後の新世界
紛争終結後、サイドの独立を認めざるを得なかった地球連邦は分裂、サイドは地球と国際法上同等の権利を持つ存在となり遂に宇宙移民者達の悲願が達成された。これを機にサイドを構成するコロニー（植民地）という差別的な名称はセツルメント（Settlement, 入植地）と改められた。
総会に議席を持ち連邦を構成していた地球上の国家はそのまま一つの政体に留まったままであり、それが地球政府だった。地球政府は親地球派サイドのサイド2、サイド3、サイド5、サイド7を取り込み、新たに連邦制国家セツルメント国家議会を打ち立てた。一方、これに属さないサイド1、サイド4は月と手を組みセツルメント自由同盟を結成した。こうして人類社会は新たな時代を迎えた。しかし現在の政治状況はひどく脆弱かつ不安定なものであり、その秩序維持に予断は許されない。今回のサイド8独立はポリティカル・パワー・バランスに大きな影響を及ぼすことも懸念されていた。

### 食料危機時代の到来
度重なる宇宙戦争や紛争による土壌汚染、自然破壊、環境変化、無秩序な人口増加、これら人類が永々と続けてきた愚行により、地球の自然環境は壊滅的打撃を被った。特に農耕地の状況は絶望的で回復の目処は一向に立っていない。これを原因として地球の食料自給率は下降の一途を辿り、地球は自給体制を維持することが不可能になっていたため、深刻な食料危機時代が到来した。これの打開策として政府側であるセツルメント国家議会はセツルメント自由同盟へ大きな圧力をかけ、年々セツルメント自由同盟からの食料輸入量が増加していた。しかしセツルメント自由同盟側も豊富に食料を持っているわけではなく、地球へ輸出できる量もたかが知れていた。
このままでは遠からず、社会機構は飢えのために破綻を来するだろうことは誰の目にも明らかだった。その予測し得る破滅を回避すべく、海洋性植物の研究が進められていく。食糧危機打開の研究を続ける機関の一つである、地球の大西洋深海農業研究施設では生物発光物質がリバ博士とガイアのグレーブス博士の手により造られた。この発光物質は人類に未来の扉を開かせるものだった。
しかしそれを良しとしない勢力も存在していた。彼らは俗に大地球主義者と呼ばれており、地球こそが至上の存在であり、セツルメントは従属者に過ぎないというのを思想の要諦としていた。セツルメントを擁するサイドが現在は地球と同等の地位にあるというのが、大地球主義者には許し難く是正すべき現実だった。国家議会は未だに不安定であり、打倒は容易であり、問題は世論に中央集権化の必要性を認めさせることである。彼らにとって食糧危機は絶好のチャンスだといえる。飢えは理性を麻痺させ、空疎な理想など簡単に砕いてしまい、危機感を煽られた地球市民は、食糧の豊富なサイドを武力で支配下に置くことを認めるだろうと予測された。

## ストーリー
宇宙世紀0223年、地球。
元地球議会軍のパイロットマーク・カランは、深海農業研究施設付近においてモビルスーツ (MS) 11号に搭乗して作物の収穫中だったが、突然落下してきたMS・ブグのパイロット、ティム・ハロウェイ中尉を救出する。同時に落下してきたもう1つの物体が、議会軍の反乱分子である可能性から施設は議会軍の管理下に置かれる。マークは侵入者を発見するが、そこに居合わせた議会軍指揮官、ジャック・ヘイルが発砲し、侵入者2人のうち1人を殺してしまう。
次の日、議会軍主催のパーティーに出席していたマークは、会場に居合わせたガーノー総督の依頼でパーティーを抜け出し、侵入者の1人であるシンシア・グレーブスの事情聴取と事件の解明のため、侵入者が収容されている施設へ向かう。シンシアは地球圏に迫っている食糧問題を解決する鍵となる、熱源を持つ生物発光体のサンプルをマークに見せる。そこへ再度ジャックが現れ、発光体を奪取しようと襲撃をかけてくる。2人はその場から逃走すると、合流したシンシアの仲間とマークの婚約者ミミを巻き込んでシャトルを奪い、サイド4（ニューマンハッタン）へ向かう。
シンシア達と共にサイド・ガイアへ逃れたマークは、戦死したはずのかつての戦友であるフィリッペ・サン・シモンを紹介される。戦死に見せかけて身を隠し、イルミナーティの戦闘部隊のリーダーとなっていたフィリッペは、極秘開発した新型MS・Gセイバーをマークに紹介し、議会軍と戦うために力を貸してほしいと依頼する。だが、過去の一件で軍を自主退役し、戦いから遠ざかっていたマークは答えを渋る。
一方、ガーノー総督はサイド・ガイアに最新鋭の無人MS・モビルウェポンを主力とした大部隊を差し向ける。仲間達の危機に際してマークはGセイバーに搭乗し、元上官であるジャック率いる部隊に立ち向かう。

## ガイアの光事件
本作で発生した武力紛争は、戦場となったサイド・ガイアの名称と紛争の原因となった生物発光体に由来し、「ガイアの光事件」と呼称される（サウンドシネマにて設定のみ登場。劇中での名称の登場はない）。

## 登場人物
（登場人物名、俳優、特別版吹替声優／テレビ放送・DVD/VHS版吹替声優の順で記載）

### 大西洋深海農業研究所（リグ）
マーク・カラン
演 - ブレナン・エリオット、声 - 萩原聖人／加藤晴彦
本作の主人公。南欧系白人男性。元セツルメント国家議会軍のMSパイロットで、軍での最終階級は大尉。軍ではエースとして名高かったが、演習中に発生した事故をきっかけに上官のジャックと対立、軍を退役した。その後、深海農業研究施設において食糧問題解決のための研究を行っていた。
ダガット
演 - マーロウ・ドーン、声 - ?／篠原恵美
深海農業研究所の管制官。
シモンズ
演 - ブレンダン・ベイサー、声 - ?／小野健一
リグのメンバー。

### サイド・ガイア
シンシア・グレーブス
演 - エヌーカ・ヴァネッサ・オークマ、声 - 山本未來／篠原涼子／高山みなみ（サウンドシネマ版）
サイド・ガイア生物工学主任を務める助教授。黒人女性。マークと徐々に心を通わせていく。
グレーブス委員長
演 - ブル・マンクマ、声 - ?／内海賢二
サイド・ガイアの代表、ガイア議会の委員長。シンシアの父で黒人男性。
フランツ・ディーター
演 - アルフォンソ・キーハダ、声 - ?／小宮孝泰
サイド・ガイア生物研究所の研修生。若い中東系男性。当初はマークを信用していなかったが、物語終盤では彼を信用するようになり、疑念を抱いていたこと自体に罪悪感を感じて「俺は謝らなければならない」と語った。
コゥビィ
演 - ターイラ・マーケル、声 - ?／佐久間レイ
サイド・ガイア生物研究所の研究員で、シンシアの助手。若い東洋系女性。

### イルミナーティ
フィリッペ・サン・シモン
演 - フロスガー・マシューズ、声 - ?／小島敏彦
地球圏の平和の番人たる秘密結社イルミナーティの重要人物。白人男性。元議会軍の軍人。マークの親友で、戦死したことになっていた。ニューマンハッタンにてマークと再会し、彼に劇場に隠していた最新鋭MS、Gセイバーを見せ、その腕を見込んでこれに乗るよう言った。そのマークが拒絶したのを見て、彼が未だにソウヤーの件から立ち直っていないことを見抜く。

コンピューター
声 - ?、?／山口隆行

### セイバーチーム
ジョン・セイバー
天才的なモビルスーツ開発者。ドラマ、ゲーム共に未登場。
モビルスーツ開発技術者集団、通称セイバーチームは彼を中心に集っている。
ジョン・セイバーは議会軍の中でも半ば伝説となっており、この男が一体何者なのか自体が、皆目分からないのである。その秀でた能力を買われて、軍のMS開発部門にも所属していたことのある学者というのが一般的な通説だが、不思議なことに軍内で実際にジョン・セイバーなる人物を見たという話を聞いたことがないというのが事実である。
議会軍の主力MSであるブグや、一般にも普及しているMSフリーダムなどの開発にもジョン・セイバーは深く関わっていると軍の資料には記載されている。それなのに、関係者名簿のどこのデータを繰ってもジョン・セイバーの名は発見出来ない。しかし、彼の名前から名付けられたであろうGセイバーは確かに存在し、その驚くべき能力をニンバスに乗り込んだ四人とGセイバーを自ら操ったマーク自身へ、まるで天才開発者ジョン・セイバーとセイバーチームの存在を明示するかのように知らしめた。何らかの理由でジョン・セイバーの存在が軍内部で最高ランクの機密にされているのだとすれば、外部に情報がおいそれと出てこないのは納得出来る事態である。だが、その記録が諜報部のデータにも乗っていないというのは通常では考えられないことであった。

### セツルメント国家議会軍
ジャック・ヘイル
演 - デイヴィッド・ラヴグレン、声 - ?／土師孝也
議会軍中佐。北欧系白人男性。目的のためには手段を選ばず、冷酷な行動も平然と取る。かつてのマークの上官で、マークが10億ドルのモビルスーツに搭乗しての訓練飛行中にソウヤーが機体のコントロールを失って墜落する際、マークに高価な機体の確保を理由に彼を見捨てるよう命令を下した。
ミミ・デビア
演 - カタリーナ・コンティ、声 - ?／高田由美
議会軍情報部に所属する白人女性。マークの恋人。議会軍の戦略立案員のポストを狙っており、マークに口添えを頼んだり、パーティー会場でのマークの反抗的態度を諫める。ガーノー総督を信頼していたが、彼が生物発光体サンプルを活かす気が全くないことを知り、その考えを大きく変える。
ガーノー
演 - ケネス・ウェルシュ、声 - ?／ラサール石井／糸博（サウンドシネマ版）
議会軍総督（DVDでは「総監」と誤記）。白人男性。サイド・ガイアを占領して地球圏の食糧供給を支配し、そして地球圏そのものを支配しようとする。
ティム・ハロウェイ
演 - ピーター・ウィリアムズ、声 - ?／坂東尚樹
議会軍中尉。黒人男性。ガイアのテロリストを追撃する任務の際、誤って大気圏に突入してしまい大西洋に着水。そのまま海中に没するがマークに救出される。
ソウヤー
演 - ?、声 - ?／石野竜三
かつてマークの同僚だった議会軍のMSパイロット。訓練飛行中の事故により、命令に背いて独断で急行したマークの努力も実らず死亡した。結果としてマークは辞表を提出し、軍を除隊した。
フェーガン
演 - ?、声 - ?／熊谷ニーナ
パイロット
演 - サム・ヴィンセント、声 - ?／?
警備兵1
演 - ロナルド・セルモア、声 - ?／酒井哲也
議会軍に捕らえられたシンシアの監禁場所の受付カウンターにいた兵士。マークとは旧知の仲で、書面なしにシンシアに面会に来たマークに対し、内緒で便宜を図る。その後、マークとシンシアが逃亡したことで八つ当たりも同然にジャックに射殺され、かつ彼によってガーノー総督には「マークによって殺された」との虚偽の報告がされる。
ウィングマン1
演 - ジェイムズ・セバスチャン・ハットソン
ガーノーの護衛2
演 - ジョン・マコナック

### その他の人物
ホーク
演 - フレッド・ヘンダーソン
セツルメント国家議会議長。ガーノー総督曰く演説は見事なものであるが、「内容ではなく話し方が素晴らしいだけ」との低評価をされている。
ステファニー・ホウィットマン
演 - ナームア・デラニー
バーテンダー
演 - クリストファー・シャイヤー、声 - ?／梁田清之
ウェイトレス
演 - ?、声 - ?／丹羽紫保里
ニュースキャスター2
演 - エド・ワトソン、声 - ?／宗矢樹頼
リポーター・スチュワート
演 -  リー・ジェイ・バンベリー、声 - ?／伊崎寿克
リポーター・ファーガン
演 - ロリーナ・ゲイル、声 - ?／?
技術者1
演 - シェイン・ワイラー、声 - ?／?
使節1
演 - ターシャ・シムズ
使節2
演 - デイヴィッド・パルフィー
ナレーション
声 - ?／緒形拳／内海賢二

### 小説版に記載された人物
キャスパー・D・マクレガー
イノエ国際研究所に所属。『REPORT OF G SAVIOUR ～サイド8独立に関するレポート～』を執筆した。レポートの内容はガイアの光事件に関する周辺状況を整理したもので、事件を理解する一助として頂けたら望外であると述べている。
アン・キジュ
モリノ軍事研究所に所属。『NEW AGE MOBILE SUIT ～来たるべき新時代のMSとは～』を執筆した。アンは執筆の数ヶ月前にイルミーナティを名乗る人間の接触を受けGセイバーに関するいくつかの情報をもたらされた。イルミーナティを名乗る彼はこの情報が一般に公開されることを望んでおり、その手段としてアンを選んだらしい。イルミーナティの真意が奈辺にあるのかはともかくとして、意図に従ってアンはGセイバーに関する情報を『NEW AGE MOBILE SUIT ～来たるべき新時代のMSとは～』内で紹介した。
軍事研究所に所属している影響からかMSの運用が軍用機に適しているかどうかを重視する傾向があり、Gセイバーは高性能機体であることを認めた上で軍用機としては不合格、たとえ強力であってもあくまで鬼子に過ぎないと辛辣な評価を下していた。一方で、特化した能力を適度に持った軍用機つまりブグこそが来たるべき時代を担うMSでありその体現者だと評価し、これからも改良を重ね末永く用いられていくだろうと『NEW AGE MOBILE SUIT ～来たるべき新時代のMSとは～』を締めくくっている。

## 用語
スペースセツルメント
宇宙移民をするための宇宙の浮島。
セツルメントはそれぞれ農業プラントをもち食物の生産が可能。汚染のない人工建造物であるセツルメントは植物も豊かに育つ。
セツルメントの基本的な形状はシリンダー形状と言われる筒状の本体に三対のミラーが付いている。開いたミラーのある部分には透明な外壁があり、ここから太陽光を取り込んでおり、ミラーの角度を変化させることで昼夜を作り出している。一面の銀色に見えるミラーだが、その内部は建築上の問題で細かいチップの集まりで構成された複雑な構造をしている。
セツルメントの内部は6分割され、その半分が土地として使われる。軸となる中央部分は普段雲で見えないが、外壁同士を固定する柱が等間隔に並び回転の歪みを抑制している。
以前はスペースコロニーという名称で呼ばれていたが、差別的な意味合いもあったため 、宇宙世紀0218年に地球連邦が分裂し縮小・改組されセツルメント国会議会となった際、スペースセツルメントに改称された。
サイド
数十から数百基の「セツルメント」によって形成されるのが「サイド」である。地球と一定距離を保てる重力の場所、ここにセツルメントをまとめていくつか作るのが通常である。
サイド概念図によれば、セツルメントは200km置きに等間隔で配置される。ただし、刑務所セツルメントのみ他のセツルメントから隔離するかのように最も離れた場所へ置かれている。
地球連邦政府
この世界を統括していた組織。増えすぎた人口を管理し、地球に住む人々のスペースコロニーへの移住をなかば強制的に行っていた。時が流れ経済力を身につけた宇宙移民たちは独立を要求したが、コロニーを管理下に置くことで経済基盤を支えていた連邦政府はこれを拒否した。武力を用い独立戦争をしかけるコロニーが出てきて、数十億の人類を失い、官僚の堕落が続くことがあっても連邦政府は崩れることはなかった。その体制は盤石かに見えたが、度重なる紛争を鎮圧すべく宇宙世紀217年に連邦軍に各コロニーの制圧を命じる強行策を取った。各地で起こった紛争は地球圏全土を巻き込み、長きに渡る戦争は宇宙世紀222年に両者の和解という形で幕を閉じたが、連邦政府の受けたダメージは組織の崩壊を決定的なものにして事実上組織は消失した。そして、旧連邦政府は、親地球派のセツルメント、サイド2、3、5、7を吸収して後述のセツルメント国家議会を形成する。
連邦軍
地球連邦政府が擁していた軍隊。
戦争終結後も国家の安全を守るという名目で存続していたが、セツルメント国家議会によりセツルメント国家議会軍へと再編される。その再編成は恐ろしいほどスムーズに進んだ。
セツルメント国家議会
地球連邦政府が崩壊したことを契機に、地球政府が親地球派のサイド2、3、5、7を取り込んで形成した連邦政府にかわる強大な組織。
国家議会に属さないサイド1、サイド4、月、いくつかの小さな共同体に大きな圧力をかけている。サイド1、サイド4、月が結成したセツルメント自由同盟とは対抗関係にあるが、軍事以外の要因つまりは食糧危機のため、微妙な優位性を持っている。

セツルメント国家議会軍
セツルメント国家議会が、国家の利益や国民の生命を守るという命題のもと、抱えていた連邦軍をそのまま再編した組織。
かつての連邦軍を擁する議会軍が最強の軍隊であるという図式は揺るぎない事実として認識されていた。
セツルメント自由同盟
親地球派に対抗する組織。サイド1、サイド4、月が手を組み結成された。
イルミナーティ
秩序の維持と不当な暴力への抵抗を目的とした組織。
セツルメント国家議会とセツルメント自由同盟の二大勢力、それらに属さない小国家群。そのどれらにも属さないイルミナーティは利害関係から外れた第三者として、大地球主義者の台頭問題や食糧危機問題や国家議会と連盟の貿易問題などを調停し、世界秩序を安定させるバランサーの役割を果たしている。

セイバーチーム
モビルスーツ開発者集団の通称。
天才的なモビルスーツ開発者のジョン・セイバーを中心に、彼らは集っている。
この時代、名機と謳われるMS開発の陰には必ずと言って良いほど、このチームの名が刻まれている。
セイバーチームは常に謎の存在であり、一体どこに属する集団なのか、構成メンバーにはどんな人材がいるのか、拠点はどこにあるのか誰にも解らなかった。
本作において制作に携わった井上幸一は模型誌記事「G-SAVIOUR通信」において、実在のアメリカ軍においてSR-71 ブラックバードの開発に携わったスカンクワークスをモデルに設定を行ったと語っている。また、井上によれば、セイバーチームとは各研究所や企業に点在するエンジニアたちの集まりで、各々の技術情報ネットワークやそれによる膨大なデータベースを有しており、MSのコントロールシステムを独自開発することも可能だとしている。
大西洋深海農業研究所
北アメリカ大陸、大西洋フィラデルフィア沖遥か、「ソーム深海平原」を睨む大陸棚の海中に設営された研究所 。通称「リグ」。
セツルメント国家議会軍を退役したマーク・カランが、新たな仕事場として選び出した場所である。
リグでは、ソーム深海平原の深海底を利用して、人類の食糧危機に対処出来る新たな海洋性植物の研究と試験的養殖を行っている。リグの近くのバミューダ海域一帯にはケルプと呼ばれる何10メートルにも成長する海草が多量に生息し、海洋汚染の進む大西洋の中にあっても、比較的優良な環境を持っている。もし、この海底農法が成功すれば、現在の陸上では担い切れない大量の食料生産が地球上に残った広大な海底を利用することで可能になるのを意味していた。
リグの中で、マークが担当していた仕事は海底で水中用MMS（マリン・モビルスーツ）を操作し、地熱によって湧き出す暖かな海水が揺らぐ人口の養殖場岩で、その岩肌にもこもこと芽吹いているまるでブロッコリーのような塊、海底ブロッコリーを試験収穫することである。
海底ブロッコリー
光のない深海でも育つように、バイオ研究者達が長い時間、実験と試行錯誤を繰り返して完成させた、言わば新種の海草。
太陽光の届かぬ深海で育つため栄養素が低く、人類の食べ物としてはまだ完璧な出来とは言えないが、この海草を細かく粉砕することで人間に必要ないくつかの必須蛋白やでんぷんなどを取り出すことが可能だった。
この海底ブロッコリーは光さえ存分に与えることが出来れば、もっと豊富な栄養素をその体内に生み出せる可能性を秘めている。ところがそのために必要となる浅瀬の面積は比較にならぬほど狭く、その上汚染の激しい場所でもある。この汚染が人間の行う僅かな保護活動と地球自体の持つ自浄作用によって健全な状態に戻るには、気の遠くなるような時間が必要だった。
ハロ
コウビィが持っている携帯端末。カスタマイズされており劇中では基地のキーロック番号などを調べる時に使用され、基地への侵入に成功した。
この時代では汎用携帯端末が学生レベルでも通常持っているもので、通信やデータのやりとりなどにも使われている。
名前の由来は不明だが、過去にこのようなフレンドリーに使えるメカに対してついていた名前なのだろうと推測されている。

## 制作
制作のきっかけはプロデューサーの井上幸一が1995年春に、ガンダムゲーム関連でサンディエゴに約2か月出張したことであり、以後も渡米の機会が多かったためアメリカ向けのガンダムシリーズの企画書を1つ制作することになった。当初はアニメ作品の「USAガンダム」だったが、デジタル技術を使用した作品を考えている中で実写でもできるのではないかという予感が産まれ、渡米するたびにアメリカのCGの事情を調べていくうちに予感が確信に変わった。アメリカに実写ロボット作品を先に制作されるという危惧もあったため、1995年9月ごろに実写作品の制作に切り替えた。
1996年の初頭からCGの製作会社を調べデジタルミューズに決定し、8月から9月にミーティングが行われてトレーラーが制作開始され、1997年4月に完成した。このトレーラーのあがりから本編の制作が決定し、ガンダム20周年の話も出ていたことから本作もその一環として制作されることになった。20歳ということは成人式であるため、ティーン向けに制作されたトレーラーから大人も楽しめるものに企画書が再構成されたのが1997年秋ごろになる。そして90分の本編を制作可能な会社を探し、ザ・ポールスター・グループに決定して1998年7月に制作開始された。
トレーラー制作時に調査した結果、「ガンダム」という言葉は英語圏の一般人に悪いイメージを与える可能性があると判断された。そのためキーとなる「G」を残し、後に続く言葉が検討されて「SAVIOUR」に決まった。通常アメリカで使用されるセイバーのつづりは「SAVIOR」でUが入るのはイギリス英語などの古い言い方だが、井上がそれを気に入ってこの名称になった。一般向けを意識して、ガンダムという名称のモビルスーツが登場しないこともこの時点で決められた。

## スタッフ
- 原作・特別監修：富野由悠季
- エグゼクティブプロデューサー（製作総指揮）：吉井孝幸、植田益朗、アンソニー・スカラ、フィリップ・シーガル（英語版）
- プロデューサー：井上幸一、ミミ・メイナード、カタリーナ・コンティ、クリス・ダブス
- 副プロデューサー：バディー・マリーニ
- ビジュアルエフェクトスーパーバイザー：ジョン・パレントゥ
- ストーリー：ステファニー・ペナ＝シー
- 脚本：マーク・アマート、ステファニー・ペナ＝シー
- 監督：グレーム・キャンベル
- 撮影監督：ジョエル・J・ランサム
- 音楽：ジョン・デブニー、ルイス・フェブレ
- キャスティング：スーザン・テイラー・ブラウス、リン・キャロウ
- 衣装デザイン：アントニア・バードン
- プロダクションマネージャー：ジェフリー・バーク
- 第1助監督：ボブ・クリッペン
- 第3助監督：デブラ・ハースト
- プロダクションデザイナー：リチャード・フュードリン
- コンセプトデザイナー：大河原邦男、池田繁美、鈴木雅久、ケヴィン・イシオカ
- モビルスーツ・コックピットデザイナー：デイヴィッド・J・ストーラリー
- 戦船・翻訳：武満眞樹
- プロパティーマスター：ダン・シソンズ
- アシスタント・プロパティーマスター：コリン・マシューズ
- SFX製作：デジタル・ミューズ
- 製作：G-SAVIOUR製作委員会
- 制作：サンライズ、ポールスター・テレヴィジョン

### テレビ放送・DVD/VHS版スタッフ
- 監修：飯田譲治
- オープニング音楽：池頼広
- 音響プロデューサー：中野徹（HALF H・P STUDIO）
- アソシエイトプロデューサー：陶山明美（オメガピクチャーズ）、出射均（オメガピクチャーズ）
- プロデューサー：原口淳（名古屋テレビ）、井上幸一（サンライズ）
- 音響制作：HALF H・P STUDIO
- 日本語版制作：オメガピクチャーズ
- 制作：名古屋テレビ、サンライズ

## プロモーショントレーラー
『G-SAVIOUR』本編の製作に先駆け、プロモーショントレーラー版が制作された。本編とは違った設定で制作されている。VHS・DVD未収録。
ストーリー
サイド4強襲
宇宙犯罪組織「マルショシアス」は最も繁栄するサイド4を己の勢力下に収めようと活動を開始。ついにサイド4の中心であるセツルメント・ニューマンハッタンに強襲を実行、ブースターパックを装備したMSブグをセツルメント内に降下させるのであった。
ブグ攻撃開始
セツルメント内に潜入したブグはブースターパックを解除し、我が物顔で市街地に乗り込むと無差別攻撃を開始する。ビルの谷間を移動しながら在りし日のアメリカを思い出させる街並みを次々と破壊するブグ。そして、逃げ惑う市民たち。MSを使ったテロリズムに、サイド4の警察の力では太刀打ちできない。その時、サイド4を守るある組織が襲撃を抑えるべく動き始めるのだった。
Gセイバースクランブル
サイド4防衛を任務とする組織SV-4は、マルショシアスによるニューマンハッタン襲撃の情報を得て迎撃を開始する。対マルショシアス用に用意された最新鋭MS・Gセイバーにスクランブルがかかり、セツルメント内での戦闘を想定しテラインモードに換装される。換装を終えたGセイバーからセンサー保護フィルムが整備兵により外され、全ての戦闘準備を終えたGセイバーは整備兵に誘導され戦場へと向かうためいよいよ発進する。
バトル イン セツルメント
ブグの銃口が一般市民の方向に向いた時、Gセイバーのビームサーベルがブグを両断した。この攻撃からSV-4の反撃が始まった。地上のブグを倒したGセイバー テラインモードはホバーユニットを装備してセツルメントに造られた摩天楼にて送り込まれたブグとの空中戦を展開する。
バトル イン スペース
セツルメントの外では、マルショシアスのブグが輸送船を狙っていた。Gセイバーはスペースモードに換装してGSキャリアから発進、イリュージョンと合流する。迎え撃つマルショシアスの宇宙部隊は母艦から次々とブグのスペースモードを発進させる。
Gセイバーシューティング
宇宙空間を華麗に舞い次々とブグを撃破するGセイバー、高い機動力と攻撃力を見せつけながらマルショシアスを翻弄、ついにサイド4襲撃部隊を全滅し、セツルメントのミラーにGセイバーの勇姿が浮かぶ。サイド4に再びつかの間の平和が戻った。
用語
マルショシアス
宇宙犯罪組織。あらゆる犯罪者が集うこの犯罪グループは、機動兵器であるMSをも使用する。劇中ではブグを複数機送り込みサイド4を勢力下に収めようと画策する。
SV-4
正式名称は（Secret Vigilance of SIDE4）。うらぶれたラジオ放送局を借りの姿とするサイド4防衛を任務とする組織。
劇中では、マルショシアスによるニューマンハッタン襲撃の情報を得て迎撃を開始、Gセイバーを出撃させる。

## ラジオドラマ
テレビ放映前、一部FMラジオ局で放送された本作の前日談であるサウンドシネマが全3枚のCDとして発売されている。

### 登場人物（ラジオドラマ）
アンディ・シンクレア
声 - 中村大樹
第1話の主人公。元議会軍のパイロットで、軍所属時はアンドリア・グラーシェと名乗っていた。
エリーシア・エルグ
声 - 坂本真綾
旧ヨーロッパにある農業地区、アース・エドバートに住む盲目の少女。
セルリアン
声 - 目黒光祐
アースエドバートのテログループ「クラブフォー」のリーダー。
パオロ
声 - 桐本琢也
クラブフォーのメンバー。クリフの部下に農地を奪われ、両親を殺されたため深く恨んでいる。
リョーヤ
声 - 宮本充
クラブフォーのメンバー。パオロと比べると冷静な性格。
クリフ
声 - 内田直哉
アース・エドバート知事。議会軍と組んで農業地区の軍需工業化を推進する。
シズレーヌ・フォスター
声 - 沢海陽子
議会軍情報部少佐。ミミの上司。
アブナー・セイバー
声 - 小杉十郎太
第2話の主人公。かつて議会軍に所属していたが、素行不良で懲戒免職になる。その後イルミナーティに拾われ、Gセイバー703号機のシステムエンジニアとテストパイロットを務める。
エイプリル・オーライリー
声 - 安藤麻吹
セイバーチームで各種実験の管理運営を務める女性。
ジョイス・サンタヤナ
声 - 雨蘭咲木子
エイプリルの同僚で、各種実験の管理運営を務める女性。セイバーチームのムードメーカー。
バリー・アダムス
声 - 伊崎寿克
セイバーチームのテストパイロット。Gセイバー702号機のテスト中に事故死。
シドニー・ローランド・シュワルツ
声 - 梁田清之
セイバーチームのシステムエンジニアだが、その正体はセイバーチームを撹乱するために入り込んだ議会軍の工作員。
バット
声 - 内田夕夜
セイバーチームのシステムエンジニア。
モーリス・リバ
声 - 草尾毅
第3話の主人公。ニューヨーク大学の学生で大学野球の地球代表チームのエース。
リバ博士
声 - 石塚運昇
モーリスの父親。シンシアと共に生物発光を発見し、これを元に生物発光酵素を開発するが、これによって食糧問題が解決し、紛争の種が消滅するのを恐れた議会軍強硬派の手によって暗殺された。
サラ
声 - 野沢由香里
リバ博士の助手。
ボア
声 - 大川透
ガーノーの部下。階級は大尉。リバ博士を暗殺した。
アキラ・イノウエ
声 - 小尾元政
月レッドボックス所属の野球選手。ブロックス戦で逆転満塁ホームランを打つ。

## ゲーム
2000年9月14日にサンライズインタラクティブより発売された、同名タイトルおよび同社かつガンダムシリーズ初のPlayStation 2用ゲームソフト。ジャンルはシューティングゲーム。「ガイアの光事件」から1年後が舞台で、現時点の映像媒体としては、本作品中の出来事が宇宙世紀の最も未来に起きた騒乱となる。Gセイバーの他、設定上で存在していたバリエーションモデルも扱うことができる。
また、ゲームの発売に合わせてエンターブレイン発行『ファミ通ブロス』において、ゲームの第1ステージを舞台とした漫画が連載された。著者は拓人。未単行本化。

### ストーリー（ゲーム）
宇宙世紀0223年冬。ガーノー総督の腹心だったバイス准将は、地球圏の軍事政権を獲得するための計画「プロジェクトレイブン」を進めていた。これに対してイルミナーティは、ライトニング部隊にプロジェクトレイブンの阻止を命令する。ベンとアサカの指示を受け、元議会軍のパイロットであるリード・フォックスは、かつてマークが駆っていたGセイバーに乗り込み、戦いを繰り広げる。

### 登場人物（ゲーム）

#### ライトニング部隊
リード・フォックス
声 - マット・レーガン
本作の主人公。元議会軍のMSパイロットの教官。戦争を殺人ゲームにしてしまう存在として、モビルウェポンに強い嫌悪感を抱いている。搭乗機はGセイバー→G3セイバー。
アサカ・フィールド
声 - 辻麻衣
ライトニング部隊オペレーター。リードに好意を持っており、危険を顧みない性格にいつもハラハラしている。
ベン・ボルト
声 - ガイ・ペリマン
ライトニング部隊指令。的確な判断力と人間味のある暖かさを兼ね備えた人物で、部下からの信頼も絶大である。

#### セツルメント国家議会軍（ゲーム）
クラウス・バーロード
基地防衛隊隊長で、リオデジャネイロの宇宙港を守っていた。搭乗機はスピアヘッド先行量産型。
カイト・ゴールドマン
ドライヴァレー基地の防衛隊隊長。イルミナーティを単なる民間組織ではないことを感じ、危険視している。搭乗機は砲撃戦仕様のスピアヘッドCタイプ。
バイス・バッシング
セツルメント国家議会軍准将。議会軍強硬派の中心人物。ガーノー亡き後、軍事増強計画であるプロジェクトレイブンを推進する。また、イルミナーティのライトニング部隊の対抗策として「最強最悪」と噂される精鋭部隊グレムリーシープを送り込んだ。設定のみで、ゲームには未登場。
レイス・パトリック
教官時代のリードの教え子で、MSの操縦技術に関しては優秀であり、リードにとってはお互いに相談できるほどの親友でもあった。新型MSの開発に携わっていたらしい。公式では事故で死亡したということになっているが、真相は不明。設定のみで、ゲームには未登場。

#### グレムリーシープ
ライシス
声 - デニス・フォルト
グレムリーシープ隊長で、階級は中佐。絶大なる自信と誇りの持ち主で、その言動にはどこか狂気じみている。リードの名前を挙げ、レイスと似た戦闘を行うことからリードはレイスと関わりがあるとみるが、本人はあくまで知らないと言い張る。その正体は、レイスの戦闘データを基に造られたモビルウェポンの戦闘AIであるため、最終決戦時にリードおよびレイスとしての記憶をバグとして消去した。搭乗機はプロジェクトレイブンの中核であるレイブン。
リチャード・ライト
声 - カーミット・カーベル
グレムリーシープ副隊長で、階級は少佐。野心家で、ライシスが持つポストを虎視眈々と狙っている。そのため、G3セイバーとの一騎討ちを挑んだ。最期はG3セイバーに敗れて機体が大破する寸前、自分にはライシスと渡り合うだけの力量を持ち合わせていないことを悟り、自嘲した。搭乗機はリチャード・ライト専用ブグ2。
ウィン・カーチス
グレムリーシープ隊員。かつて軍事兵器の研究・開発が行われていたキリマンジャロ基地の防衛にあたっていた。搭乗機は拠点防衛用のスピアヘッドBタイプ。

## 関連商品
DVD/VHS
バンダイビジュアルより、日本でのテレビ放映時より本編が20分長い93分のDVD『Gセイバー フルバージョン』が発売されている（品番：BCBF-0807、バーコード：4934569608079、税抜定価6,000円、字幕スーパー版と、テレビ放映時の吹替版を収録、画面は横4:縦3のスタンダードサイズ）。VHSでは、字幕スーパー版と日本語吹替版が各々発売されている。
小説
2000年12月に集英社スーパーダッシュ文庫から全2巻で発売された。著者は河原よしえで、挿絵は鈴木雅久が担当した。明確に従来のガンダムシリーズと直結した宇宙世紀の物語として描かれており、コロニー落としによる地球への被害などが細かく描かれている。
G-SAVIOURの立ち上げに携わった著者の河原よしえは上巻のあとがきで「Gセイバーは、確かにガンダム・ワールドに属するが正式には『ガンダム』ではなく、独立した全く別の『モビルスーツ作品』である」と個人的見解を語っていた。
- 上巻 ISBN 978-4-08-630018-6
- 下巻 ISBN 978-4-08-630023-0

ラジオドラマ
全3話がパイオニアLDCよりそれぞれ発売された。
- G-SAVIOUR サウンドシネマ01 イカロスの赤い翼 2000年12月22日発売　ASIN B00005HRDK
- G-SAVIOUR サウンドシネマ02 ビフォー・ザ・ミッション 2001年1月15日発売　ASIN B00005HSII
- G-SAVIOUR サウンドシネマ03 深海のプロメテウス 2001年2月23日発売　ASIN B00005HUEY

CD
G-SAVIOUR オリジナルサウンドトラック
2001年2月7日に、ビクターエンタテインメントより、全18曲（74分42秒）収録のサウンドトラックCD（品番：VICL-60679、バーコード：4988002412020、税込定価3,045円）が発売された。
G-SAVIOUR for PS2 オリジナルサウンドトラック
2000年12月6日に、ランティスより、全31曲収録のサウンドトラックCD（品番：LACA-5021）が発売された。
Orb（歌：Emily）
日本放映版のエンディング主題歌として、サウンドトラックCDにも収録されている。作詞・作曲は川口進、編曲は十川知司（ビクターエンタテインメントより2001年1月1日発売）。
Dear Mother（歌：Lovable）
ゲーム版のエンディング主題歌。サウンドトラックCDにも収録されている。ボーカル・作詞はJoelle Youko Checketts、作曲は山本剛大、編曲は十川知司（テイチクエンタテインメントより2000年10月4日発売）。
ゲーム
- G-SAVIOUR

プラモデルシリーズ
- 1/144 HG GS-01 Gセイバー 無重力仕様（バンダイより2000年12月発売）